# 蒙索罗城堡
蒙索羅城堡（法語：Château de Montsoreau) 是位於卢瓦尔河流域法國蒙索羅的一座结合了哥特和文艺复兴风格的法式城堡，城堡主体于1862年被定为法国历史遗迹。 它被直接建筑在卢瓦尔河的河床上， 靠近希农、索米尔、丰特夫罗拉拜和康德圣马丁，处于卢瓦尔河与维埃纳河的交汇处，是安茹、普瓦图和图赖讷这三个历史地区的交汇点。
20世纪末当人们在城堡附近发掘时，护城壕沟里面出土了一段凹槽柱的碎片，这或许是此处曾有罗马公共建筑的证明。 最早关于“Restis”的记载可追溯至公元六世纪。 在秃头查理于850年颁布的一项法令中也提到了“Restis”的房屋、捕鱼场和港口。在十世纪末，镇上的市集变得繁荣起来。 990年，布卢瓦伯爵奥多一世在蒙索罗建起了一座堡垒，并把整座小镇改为了防御要塞。安茹伯爵富尔克三世在1001年攻陷了要塞并把它归入安茹的领土。 人们也在考古发掘中发现了这座要塞的遗迹。 文艺复兴式的城堡建造于1450年至1460年间，由让·德·尚布二世建造，他是当时法兰西王国里最富有的人之一，国王查理七世和路易十一的首席顾问。
大仲马的小说《蒙索罗夫人》创作于1845至1846年间，讲述了一段在这个城堡里发生的故事，使它变得相当有名。蒙索罗城堡的各部分分别在1862年、1930年和1938年被法国文化部归类为法国历史遗迹。 从2000年11月3日始，自卢瓦尔河畔叙利到卢瓦尔河畔沙洛讷的卢瓦尔河谷列入世界文化遗产名录。
2015年起，法国当代艺术收藏家菲利普·梅阿耶与曼恩-卢瓦尔省省长克里斯蒂安·吉莱签订了关于蒙索罗城堡长达25年的租约， 从此“蒙索罗城堡-当代艺术博物馆”正式立牌，用于展览他关于概念艺术中艺术与语言团体作品的收藏。

## 地理位置
蒙索罗城堡地处战略要地，位于卢瓦尔河和维埃纳河的汇流处，以及三个历史大区安茹，普瓦图和图赖讷的交汇点，卢瓦尔河谷的中心地带。城堡被建筑在卢瓦尔河床中的一处石灰华构成的石屿上，紧靠河流，毗邻一片山坡。它处在两条山谷的交汇处，只能看到周围大约三十英里的平原地区，东西两侧都十分陡峭，对于一处防御工事而言，其地理位置相当不利。

## 历史

### 中世纪
最早关于“Restis”的记载可追溯至公元六世纪。 990年，布卢瓦伯爵奥多一世在蒙索罗建起了一座堡垒，并把整座小镇改为了防御要塞。安茹伯爵富尔克三世在1001年攻陷了要塞并把它归入安茹，在改建了这座城堡之后，他把这处领地交给了他的骑士蒙索罗的戈蒂埃一世，出身于当时昂热最显赫的家族之一。 蒙索罗要塞成为了安茹四十要塞之一，也是其中最早一批、在十一世纪初就升级为贵族领的地区之一。城堡附近的居民区迅速发展，在1854年萨尔蒙（Salmon）编纂的《图赖讷省名录（拉丁語：Narratio de commendatione Turonice provincie）》中，在十一世纪下半叶，蒙索罗名列“防御型和居民型村镇”（拉丁語：oppidis munitissimi et popuylosis）。 从十二世纪开始，此地有记载收取商品运输税。 1101年，丰特夫罗修道院建成，直接归属于蒙索罗的戈蒂埃一世，他是安茹伯爵的直属封臣。戈蒂埃的岳母，香槟的埃尔桑德成为了这座修道院首任女修道院院长。 1156年，蒙索罗的纪尧姆四世在安茹的若弗鲁瓦五世的支持下，对抗后者的弟弟、未来的英格兰国王亨利二世，阿基坦的埃莉诺的丈夫。亨利二世在1152年8月攻陷了蒙索罗城堡，将其占为己有；他还在1156年8月俘获了纪尧姆四世。 他监禁了纪尧姆四世和其支持者，不过纪尧姆后来还是在亨利二世得介入下获释并重新获取了他的领地。1171年，他特许蒂尔珀奈修道院修士在城墙内建立他们的住房。他的儿子戈蒂埃没有男性继承人，因此贵族领在1213年过渡到了萨瓦里·德·蒙巴宗（Savary de Montbazon，蒙巴宗领主）家族手中。 在取得了布汶战役的胜利之后，腓力二世·奥古斯都和图尔主教代理居伊·杜尔潘（Guy Turpin）在1214年与无地王约翰签订了合约。
在蒙索罗统治的第二个家族结束于1362年，该家族的独女和纪尧姆·德·克朗二世（Guillaume II de Craon）结婚后，该地的统治权便过渡到克朗家族、沙托丹子爵手中直到1398年。 第四个统治家族是沙博（Chabot），仅持续了几十年就宣告终结。

### 文艺复兴
1450年，为了解决债务危机，路易·沙博二世（Louis II Chabot）把他在蒙索罗和拉库唐西耶尔的领地出售给了他的妹夫让·德·尚布二世。不过早在1443年，德·尚布就已开始建造今日所见的蒙索罗城堡。 出身于昂古穆瓦的一个贵族家庭，让·德·尚布二世是查理七世的见习骑士。1438年，他受封宫廷面包总管，随后成为了顾问和国王侍从；1444年，他成为了国王的首席宫廷总管（premier maître d'ostel），开始了与雅克·柯尔的合作。
在后者于1453年失宠后，让·德·尚布二世收到财务官欠他的一笔可观的财富。 查理七世委托他处理多起敏感的外交任务，在1459年派他担任驻威尼斯大使，为了准备新的一次十字军东征；随后又把他派往罗马和土耳其。 他在蒙索罗和阿尔让通都有领地，还曾任拉罗谢尔的统领。
1450年到1460年间，让·德·尚布二世在外交领域扮演了越来越重要的角色。在他的城堡建造期间，他经常被派遣到安茹以外的地区办事。这十年间，他和查理七世之间的密切联系让他在政治和财务事宜上获得了很大的影响力。1461年起，由于他和路易十一并不如与先王那般紧密，他逐渐从政治生活中抽身。 1473年，让二世去世，他的儿子让三世继承了他的城堡。
1505年，布列塔尼的安妮和她的女儿法兰西的克洛德在蒙索罗居住了一个月有余，随后她们沿卢瓦尔河而下去往布列塔尼。法兰西的克洛德和卢森堡的查理曾有婚约关系，以便巩固法国和西班牙在第三次意大利战争中的联盟关系。路易十二取消了婚约，并让她与瓦卢瓦家族的弗朗索瓦结婚，也就是后来的法国国王弗朗索瓦一世结婚。
1530年，菲利普·德·尚布与安·德·拉瓦尔-蒙莫朗西（Anne de Laval-Montmorency）结婚。他们的长子，让·德·尚布四世继承了蒙索罗，这片领地在1560年擢升为男爵领。1568年，新教徒劫掠了蒙索罗，摧毁了镇上的城防工事。4年后，让·德·尚布四世狂热地组织了圣巴托罗缪大屠杀。在他于1575年逝世后，他的弟弟查理·德·尚布四世成为了蒙索罗伯爵，于次年和弗朗索瓦丝·德·马利多尔结婚，后来他暗杀了路易·德·比西·当布瓦兹。

### 十七到十八世纪
在16世纪末，先后有50人和20人的卫队驻扎在蒙索罗城堡。 路易十三撤编了这支部队。热内·德·尚布希望能获得一支皇家卫队的保护，但是黎塞留拒绝了他的请求。因制造假币和无证贩盐，他被宣判死刑，后逃亡英格兰，并在那里度过余生。在他的继承人贝尔纳·德·尚布死去之后，几乎不再有人居住在蒙索罗城堡中：贝尔纳德长女卡特琳娜与路易-弗朗索瓦·德·布谢结婚，后者死于1716年，并留下了40万法郎的债务。他的长子路易·德·布谢一世与让娜·德·波绍勒（Jeanne de Pocholle du Hamel）结婚，获得了后者带来的20万法郎的嫁妆。

### 十九和二十世纪
图尔泽侯爵、路易-弗朗索瓦·德·布谢·德·苏尔什二世的遗孀在1804年出售了蒙索罗领地和城堡。此后，城堡经历过19任主人，他们或多或少对城堡建筑主体有所修改。1910年，城堡处于高度损毁状态，法国考古协会为之感到担忧。 1913年起，曼恩-卢瓦尔省逐渐收回了城堡各处的产权，并于1923年开始了修复施工。工程被第二次世界大战打断，又于1997年重启，直到2001年。 2001年7月6日开始，城堡以及其内置的声光展《卢瓦尔河幻想（法語：Les Imaginaires de Loire)》对外开放，每年约吸引3.5万游客。

### 当代艺术博物馆

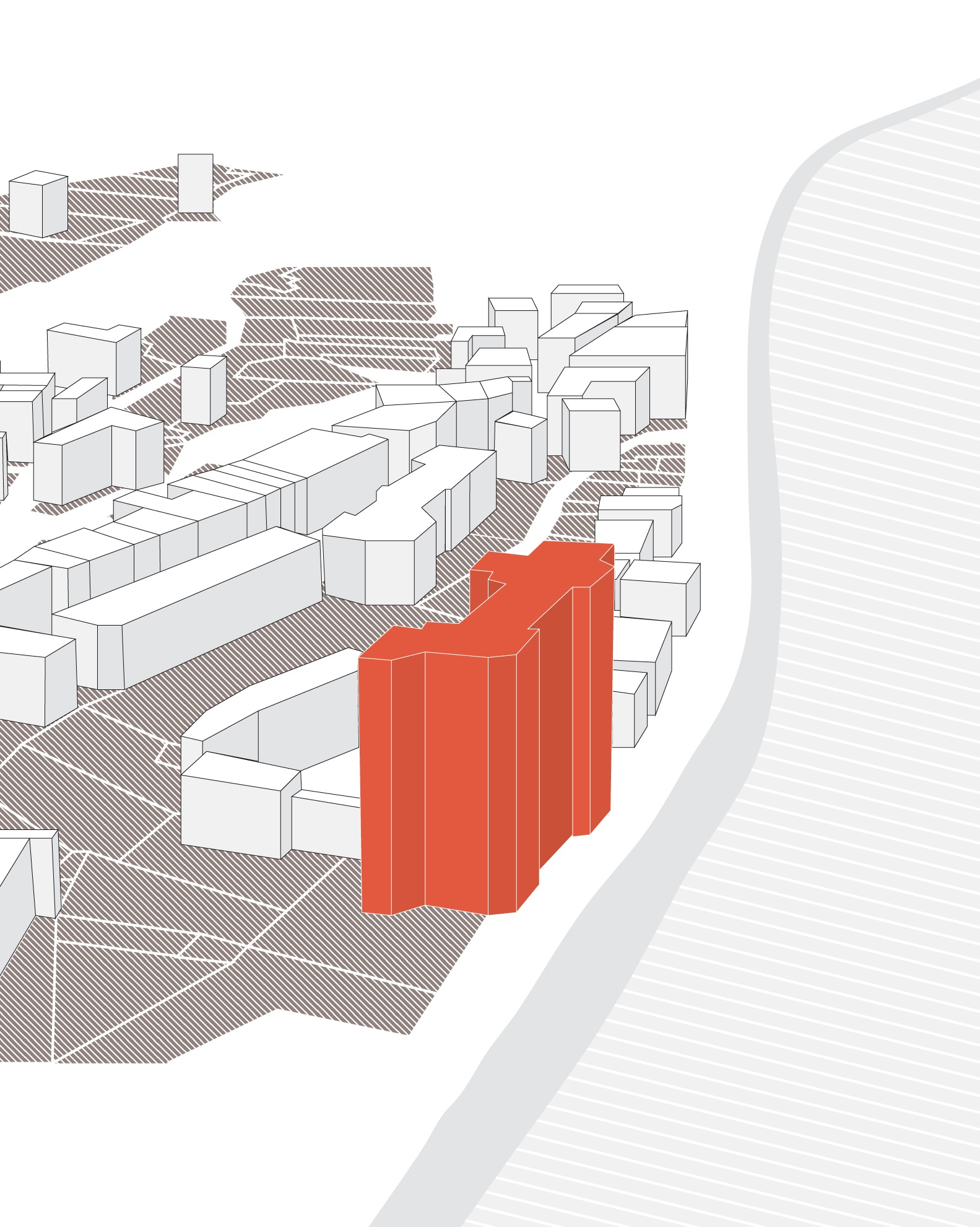
蒙索罗城堡-当代艺术博物馆

2016年1月起，曼恩-卢瓦尔省政府与菲利普·梅阿耶签订了关于城堡为期25年的租约，以便他能在此展出他关于艺术与语言艺术家小组的作品。
 他的收藏中有着世界上最重要的关于艺术与语言的作品。 这个小组常被视为概念艺术的创始人，其中成员有英国、美国和澳大利亚的艺术家。该博物馆被命名为“蒙索罗城堡-当代艺术博物馆”，于次年4月对外开放。
菲利普·梅阿耶经常把他的藏品出借给国际或法国知名的博物馆，比如巴黎蓬皮杜中心、巴塞罗那当代艺术馆、毕尔巴鄂古根海姆美术馆或图尔的奥利维埃·德布雷当代艺术中心， 以及某些主题展览，像是在巴黎国立网球场现代美术馆的五月风暴主题展或是维滕堡特展《路德和先锋派》。2017年，博物馆接待了3.5万访客，设置了夏季关于阿涅斯·图瑙尔的专展。 博物馆还曾两次布置极简主义艺术家弗朗索瓦·莫雷莱。后者在2016年4月8日创立了一个以他为名的、一年一度的竞赛，目的是为了奖励致力于当代艺术的创作者，比赛结果于索米尔颁布。

## 建筑

### 描述
城堡主体靠卢瓦尔河一侧而立，东西两侧各有一座塔楼紧倚城堡，延伸出的两翼与城堡主体成直角。东侧一角的塔楼损毁严重，在上个世纪几乎被铲平。南侧的城墙保存相对完好，后用作酒窖。在壕沟外有附属于城堡的哥特式小礼拜堂（Saint-Michel du Boile），如今用作民宅。
壕沟长约20米，较深，三面环绕城堡，在卢瓦尔河涨水期间会被灌满河水。
城堡的建筑材料是石灰华。这种石灰岩多孔柔软，在安茹和图赖讷地区常用作建筑材料。蒙索罗正是优良的石灰华产地，人们把石灰华从山坡边开采出来后直接可以运送到建筑工地上。蒙索罗城堡的石块尺寸适中，和英法百年战争前的建筑传统基本相符。石块上所刻的罗马数字无关加工者的编号，而是石块尺寸的数据。屋顶的材质是来自昂热的板岩，这种石材在整个卢瓦尔河谷中都被作屋顶之用。

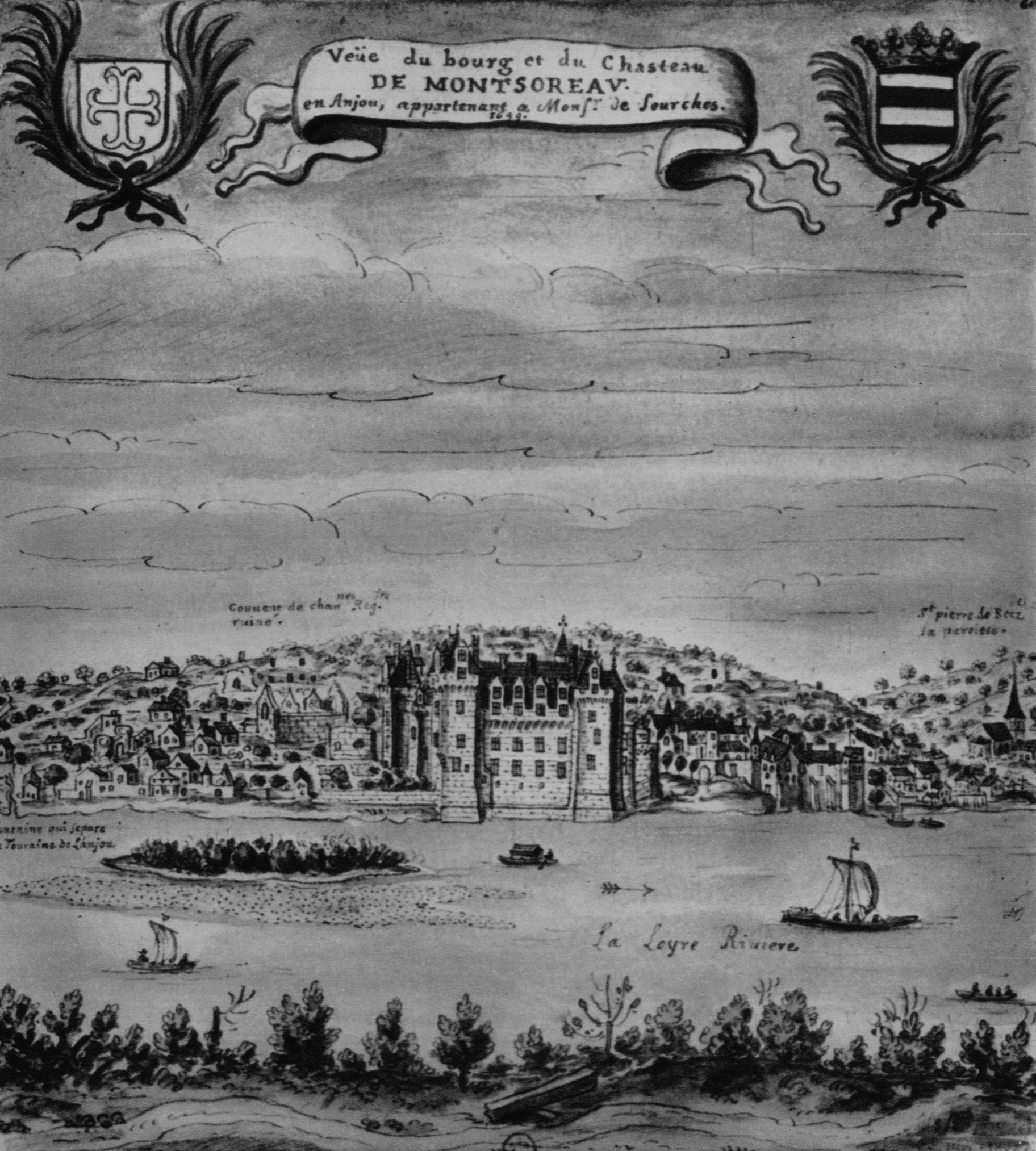
17世纪的蒙索罗城堡

### 防御功能和居住功能
城堡面向卢瓦尔河的一面风格十分朴素峻板，但是在这一面墙上所开有的带中梃的大窗户减轻了这种严峻的感觉。这一面与朝向中庭的南面区分开来的特征是在城墙的墙基上开了许多小窗。 壕沟、城堡墙面上的垛口和能够供人行走的城墙及其堞眼显示了这座城堡的防御功能。城垛上有三叶弓形装饰，显示出建造者在美学上也有所考虑。从建造期开始，在建筑内部就有装饰性元素的存在，比如说为了保证良好的光照而设置的巨大的窗户，以及在窗前与墙一体雕刻而成的石质座椅，或是城堡中的25处壁炉。不过，城堡内几处绘画装饰均晚于建筑时期，大致可以定位在16世纪。城堡中几乎没有雕塑装饰。

## 艺术创造中的蒙索罗城堡

### 文学
大仲马在1845年至1846年与奥古斯特·马凯合作完成了《蒙梭罗夫人》一书，其法文名为《La Dame de Monsoreau》。为了表示历史小说和真实历史之间的差距，大仲马采用了“Monsoreau”（蒙梭罗）这一拼写方法，而非现实中的名字“Montsoreau”（蒙索罗）。小说大部分情节都以巴黎为舞台展开，一小部分在安茹发生，而从未有过在蒙索罗城堡内部的场景。这本书是大仲马文艺复兴三部曲中的第二部，在《玛戈皇后》和《四十五卫士》之间。 
《蒙梭罗夫人》主要以两条情节线构成：1，路易·德·比西·当布瓦兹和蒙梭罗夫人狄安娜·德·蔠里朵尔之间的爱情故事；2，法国国王亨利三世和他的弟弟阿朗松公爵弗朗索瓦之间的政治角力。
《穿过田野和沙滩》一书中，古斯塔夫·福楼拜和马克西姆·杜刚叙述了他们在1847年5月8日游历蒙索罗的经历：“安茹像是意大利。这是一种回忆吗？是因为文艺复兴以来意大利的影响还在此存续吗？还是因为卢瓦尔河——所有河流中最能把人们的注意力引向官能的卢瓦尔河的温柔？[...]在蒙梭罗，我们向左取道河堤直至索米尔。[...]我们快活无忧地向前漫步，时而安静时而畅谈，时而歌唱时而吸烟：对我们而言，这是少有的让我们热爱生活的日子之一，让我们感到眼前的迷雾稍稍消散，能看到远方灿烂光照的地平线的一角。”
在小说《巨人传》中，拉伯雷也提到了蒙梭罗。

### 影视
- 1909 电影《蒙梭罗夫人》（意大利，黑白无声），导演：Mario Caserini（英语：Mario Caserini）。
- 1913 电影《蒙梭罗夫人》（法国，黑白无声），导演：Émile Chautard（英语：Émile Chautard）。[56]
- 1923 电影《蒙梭罗夫人》（法国，黑白无声），导演：René Le Somptier（英语：René Le Somptier）。
- 1971 电视剧《蒙梭罗夫人》，导演：Yannick Andréi（英语：Yannick Andréi）。
- 2009 电视剧《蒙梭罗夫人（法语：La Dame de Monsoreau (téléfilm)）》，导演：Michel Hassan（法语：Michel Hassan）。拍摄于2006年，从2009年8月26日起在法国电视二台播放。

### 造型艺术

Auguste Rodin, façade du château de Montsoreau

19世纪，蒙梭罗城堡吸引了一批浪漫主义和前印象主义艺术家前往卢瓦尔河谷旅游。
1832年，透纳在他游历卢瓦尔河谷德旅途中绘下了一幅卢瓦尔河与维埃纳河汇流的水彩画（现藏于牛津阿什莫林博物馆）。 1897年前后，奥古斯特·罗丹绘下了一幅建筑北侧的素描。

## 外部連結
- 官方网站 （中文）

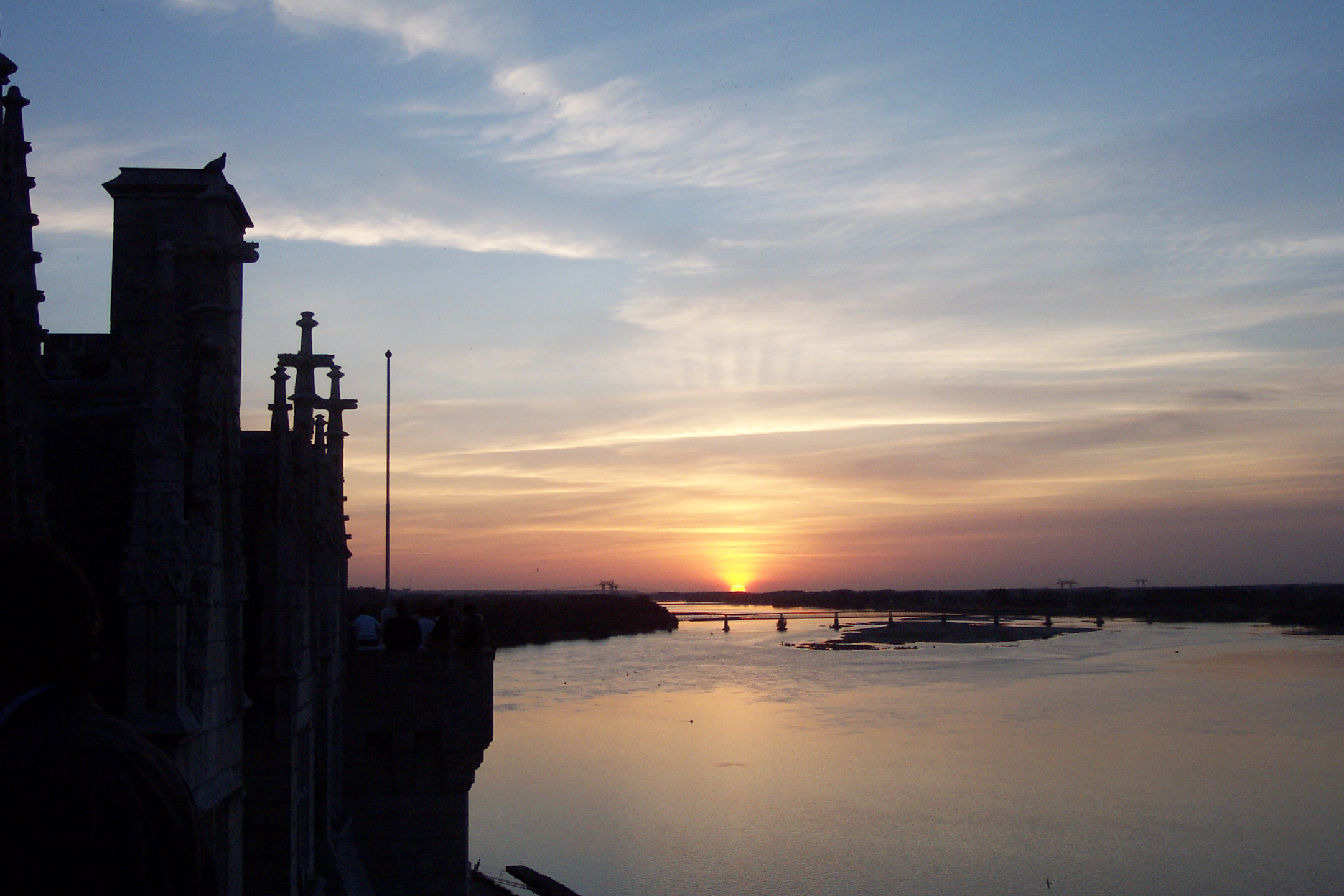
蒙索羅城堡

- Ministry of Culture database entry for Château de Montsoreau （页面存档备份，存于） （法文）
- Ministry of Culture photos （页面存档备份，存于）